# Harrisville (Rhode Island)
Harrisville es un lugar designado por el censo y villa ubicada en el pueblo de Burrillville, en el condado de Providence, Rhode Island, Estados Unidos. En el año 2010 tenía una población de 1.605 habitantes. Tiene una población estimada, en 2019, de 1.460 habitantes.
Gran parte de Harrisville forma un distrito histórico y está incluido en el Registro Nacional de Lugares Históricos.

## Geografía
Harrisville se encuentra ubicado en las coordenadas 41°58′7″N 71°40′48″O / 41.96861, -71.68000. Según la Oficina del Censo, la ciudad tiene un área total de 2,2 km² (0,8 mi²), de la cual 2,1 km² (0,8 mi²) es tierra y 0,1 km² (0 mi²) (3,53%) es agua.

## Demografía
Según la Oficina del Censo, en 2000 los ingresos medios por hogar en la localidad eran de $40.430 y los ingresos medios por familia eran de $51.141. Los hombres tenían unos ingresos medios de $41.731 frente a los $26.420 de las mujeres. La renta per cápita de la localidad era de $21.969. Alrededor del 13,9% de la población estaban por debajo del umbral de pobreza.